# Maria (Siquijor)
Maria ist eine philippinische Stadtgemeinde in der Provinz Siquijor. Sie hat 13.828 Einwohner (Zensus 1. August 2015).

## Baranggays
Maria ist administrativ in 22 Baranggays unterteilt.
| - Bogo - Bonga - Cabal-asan - Calunasan - Candaping A - Candaping B - Cantaroc A - Cantaroc B - Cantugbas - Lico-an - Lilo-an | - Looc - Logucan - Minalulan - Nabutay - Olang - Pisong A - Pisong B - Poblacion Norte - Poblacion Sur - Saguing - Sawang |